# Openbravo
Openbravo és una empresa dedicada al desenvolupament de programari per la gestió comercial del tipus ERP. La seu central és a Pamplona, Espanya. A més disposa d'oficines a Barcelona, París, Ciutat de Mèxic i Calcuta.
L'empresa fou fundada l'any 2001 a Pamplona amb el nom de «Tecnicia» per tres professors vinculats a la Universitat de Navarra. El gener del 2006, amb l'entrada de Manel Sarasa i Josep Mitjà a l'equip directiu, la companyia canvia el seu nom a Openbravo. El mateix any, l'empresa de capital de risc Sodena acorda invertir en Openbravo cinc milions d'euros el que donarà una forta empenta al projecte.

## Productes

### Openbravo ERP
Openbravo ERP va ser el primer producte de Openbravo. Era una aplicació de codi obert de gestió empresarial del tipus ERP destinada a empreses petites i mitjanes. L'estructura de dades de l'aplicació estava basada en l'ERP de Compiere. Amb arquitectura client-servidor, escrita en Java i executada sobre Servidor HTTP Apache i Apache Tomcat amb suport per a bases de dades PostgreSQL i Oracle el que li permetia ser utilitzada des de qualsevol navegador web. Es va publicar sota l'Openbravo Public License Version 1.1 (OBPL), una adaptació de la llicència lliure Mozilla Public License. Al març del 2014 Openbravo ERP és rebatejat com a  Openbravo ERP Platform.

### Openbravo Java POS
Openbravo Java POS va ser la primera solució de Terminal punt de venda (TPV) d'Openbravo. Va ser comprada per Openbravo l'any 2007 quan tenia el nom de LibrePOS.

### Openbravo Technology Platform
La plataforma Openbravo Technology Platform constitueix el nucli de les solucions d'Openbravo. De construcció modular permet l'adaptació dels productes d'Openbravo a les necessitats dels clients o, en cas necessari, el desenvolupament de noves solucions.

### Openbravo Business Suite
La Openbravo Business Suite va ser publicada al maig del 2005 com a substitut de l'Openbravo ERP Platform. És una solució de gestió global construïda sobre la Openbravo Technology Platform amb funcionalitats de gestió de relació amb clients (CRM), Planificació de Recursos Empresarials (ERP) i Intel·ligència empresarial (BI).
Es pot consultar l'última versió estable (CS) a les Release Notes del seu wiki.

### Openbravo Commerce Suite
La Openbravo Commerce Suite és una solució creada per al distribuïdor minorista. Inclou l'Openbravo Web POS, un TPV desenvolupat en HTML5 que substitueix a l'Openbravo Java POS.
Es pot consultar l'última versió estable (CS) a les Release Notes del seu wiki.

## Llicències
Els productes d'Openbravo es distribueixen amb les següents llicències:
- Openbravo Public License (Basada en la MPL)[10] per a mòduls no comercials.
- Openbravo Commercial License[11] per a mòduls comercials.
- GNU General Public License per l'Openbravo Java POS